# Émile Féron
Émile-Joseph-Antoine Féron, né le 11 juin 1841 et mort le 21 ou le 31 décembre 1918, est un juriste et un homme politique belge.

## Biographie
Docteur en droit, Émile Féron est fondateur de la Libre Pensée, qu'il présida de 1873 à 1878, et un des fondateurs de la Ligue de l'Enseignement et de l'École Modèle.
Conseiller communal libéral de Saint-Gilles (1879-1890), Émile Féron représenta à la Chambre des représentants l'arrondissement de Bruxelles de 1880 à 1884, de 1892 à 1894, et de 1900 à 1912. Il présida l'association libérale de Saint-Gilles, fonda en 1884 le journal La Réforme républicaine et anticléricale, et publia en 1867 De la réparation des erreurs judiciaires.
Il était fort proche de Paul Janson et considéré comme lui comme à l’extrême gauche du parti libéral, très proche du socialisme naissant. Il fut l’un des principaux défenseurs du suffrage universel. Le vote plural, proposition intermédiaire entre le système censitaire et le suffrage censitaire fut appelé proposition Nyssens-Féron du nom des deux parlementaires qui la portèrent en 1893.
Émile Féron a été initié à la loge maçonnique Les Amis philanthropes le 10 novembre 1866. Il y fut l’un des principaux défenseur d’Élisée Reclus lors de l’affaire de la nomination de celui-ci à l’Université libre de Bruxelles qui déboucha sur la création de l’Université Nouvelle dans les locaux de cette loge,.

### Le journalLa Réforme
Émile Féron est cofondateur, avec le député belge et président de la Ligue belge des droits de l’Homme Georges Lorand, du journal quotidien La Réforme qui paraît du 17 février 1884 à janvier 1907.